# Megalodon Rising
Megalodon Rising es una película estadounidense de acción, ciencia ficción y terror de 2021, dirigida por Brian Nowak, escrita por Koichi Petetsky, musicalizada por Christopher Cano, Mikel Shane Prather y Chris Ridenhour, en la fotografía estuvo Jeffrey Carolan y los protagonistas son Tom Sizemore, Wynter Eddins y O’Shay Neal, entre otros. El filme fue producido por The Asylum y First Class Productions; se estrenó el 27 de agosto de 2021.

## Sinopsis
Este largometraje trata acerca de varios buques de guerra que son enviados a eliminar al predador acuático más grande de todos los tiempos, pero eso no va a ser suficiente.